# Fregata wielka
Fregata wielka (Fregata magnificens) – gatunek dużego ptaka z rodziny fregat (Fregatidae). Zamieszkuje otwarte wody, wyspy i wybrzeża zachodniego Oceanu Atlantyckiego (od Florydy i Karaibów do południowej Brazylii) i wschodniego Pacyfiku (od północno-zachodniego Meksyku do Ekwadoru, w tym Galapagos), a ponadto Wyspy Zielonego Przylądka u zachodnich wybrzeży Afryki. Fregata wielka to jeden z największych ptaków morskich. Swą nazwę zawdzięcza nadymającemu się workowi gardłowemu, który gdy jest wypełniony powietrzem, przypomina rozpięty na wietrze żagiel fregaty. Występuje we fladze Kiribati.

## Systematyka
Dawniej fregata wielka była uznawana za podgatunek fregaty orlej (F. aquila) lub fregaty średniej (F. minor). Międzynarodowy Komitet Ornitologiczny (IOC) uznaje ten gatunek za monotypowy, natomiast autorzy Handbook of the Birds of the World Alive wyróżniają trzy podgatunki:
- F. m. rothschildi Mathews, 1915 – wyspy u wybrzeży Ameryki, na wybrzeżach Pacyfiku od północno-zachodniego Meksyku (Kalifornia Dolna) do Ekwadoru, a na wybrzeżach Atlantyku od Florydy do południowej Brazylii.
- F. m. magnificens Mathews, 1914 – Galapagos.
- F. m. lowei Bannerman, 1927 – Wyspy Zielonego Przylądka.

## Charakterystyka

### Wygląd zewnętrzny
Mają bardzo długie i wąskie skrzydła ze szpiczastymi końcami oraz rozwidlony ogon. Upierzenie samca jest lśniąco czarne z niebieskimi akcentami. Gardło zdobi purpurowy worek nagiej skóry. Samica ma bardziej matowe upierzenie z białawą łatką na piersi.

### Rozmiary
- długość – od głowy do ogona – 89–114 cm[2]
- rozpiętość skrzydeł – 217–244 cm[2]

### Masa
od 1,1 do 1,6 kg

### Zachowanie
Ptaki tego gatunku spędzają wiele czasu w powietrzu, na lądzie zaś poruszają się powoli i niezgrabnie. Dlatego zwykle siedzą na wystających z wody pniach lub odpoczywają na wysokich drzewach, skałach lub urwiskach, które są dogodnym punktem obserwacyjnym, poza tym łatwo im stąd wznieść się w powietrze.

## Pożywienie
Pokarm tych ptaków stanowią głównie drobne zwierzęta morskie, szczególnie ryby latające, mątwy, małe żółwie i meduzy.
Fregata wielka znana jest ze swych pasożytniczych skłonności; jako świetny lotnik potrafi zdobywać pokarm w nietypowy sposób – ściga inne ptaki, takie jak: mewy, kormorany, pelikany, a przede wszystkim głuptaki, niepokoi je i prześladuje dotąd, dopóki nie zwrócą połkniętej przed chwilą ryby.

## Lęgi

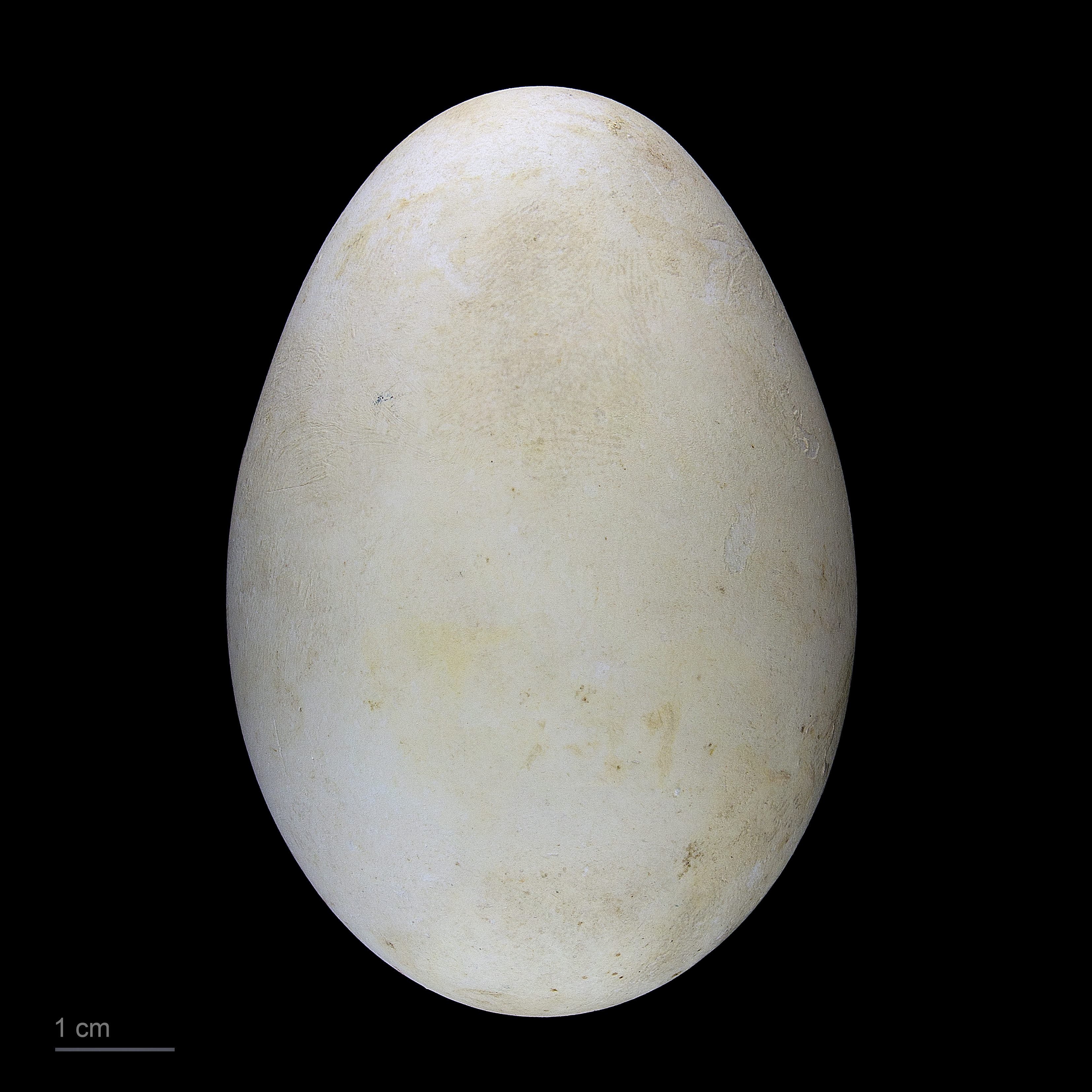
Jajo z kolekcji muzealnej

Gatunek ten, ze względu na występowanie w strefie gorącej, odbywa lęgi w różnych porach roku.

### Zachowanie godowe
Okres rozrodczy poprzedzają zaloty i pokazy godowe. Gdy samiec dostrzeże potencjalną partnerkę, rozpościera skrzydła, trzepocze nimi i wydaje podniecone krzyki, jednocześnie rytmicznie kręci głową na boki. Szyja wygina się do tyłu, a wówczas uwydatnia się ogromny worek z nagiej skóry, teraz jaskrawo purpurowy i tak rozdęty powietrzem, że wygląda, jakby miał za chwilę pęknąć. Worek ten przyciąga wzrok, jest sygnałem służącym zarówno do wabienia samicy, jak i do zaznaczania indywidualnego terytorium każdego osobnika.

### Gniazdo
Gniazda znajdują się na wybrzeżu lub w jego pobliżu, na drzewach lub w niskich krzewach, czasem na skałach.

### Jaja
Składa jedno jajo.

### Wysiadywanie
Wysiadywanie pojedynczego jaja trwa średnio 40–50 dni, zajmują się tym oboje rodzice, którzy także razem opiekują się pisklętami.

### Pisklęta
Pisklęta fregaty wymagają bardzo długiej opieki. Przez pierwsze 3 miesiące są one karmione przez oboje rodziców, a przez następnych 8–9 młodymi zajmuje się wyłącznie samica. Nawet gdy fregata osiągnie wielkość dorosłego ptaka, nadal jest karmiona przez samicę. Siedzi nieruchomo z głową zwieszoną w dół, oszczędzając energię. Gdy wraca matka, pisklę ożywia się. Podnosi głowę i krzyczy tak długo, aż samica otworzy dziób, do którego pisklę wkłada głowę i wyjada z niego pokarm. Dopiero po ukończeniu roku fregata staje się samodzielna i przestaje być dokarmiana przez matkę. Ubarwienie młodych ptaków różni się od upierzenia dorosłych. Ich głowa i podgardle są białe, dziób jasny, a na wierzchniej stronie skrzydeł widoczne są białe plamy.

Występuje we fladze Kiribati

## Status
IUCN uznaje fregatę wielką za gatunek najmniejszej troski (LC, Least Concern) nieprzerwanie od 1988 roku. W 2019 roku organizacja Partners in Flight szacowała liczebność światowej populacji na około 130 tysięcy dorosłych osobników, a trend liczebności uznawała za spadkowy. Populacja na Wyspach Zielonego Przylądka jest bliska wymarcia z powodu prześladowań ze strony rybaków.